# Szamoshát (folyóirat)
Szamoshát – Szatmárnémetiben 1990–1994 között megjelent szépirodalmi és művelődési havi folyóirat. 

## Szerkesztői, működése
Alapító szerkesztői: Farkas Elek, Gál Elemér, Gúzs Imre és Kádas József, főszerkesztője Gál Elemér volt. A szerkesztőséggel szorosabb kapcsolatban álltak és közöltek a lapban helyben lakó értelmiségiek éppúgy, mint Szatmárról elszármazottak: Ágopcsa Marianna, Elek György, Gál Éva Emese, Kereskényi Sándor, Krilek Sándor, Lapka Tibor, Máriás József, Nagy Gyula.
Első száma a Pleiade című helyi román nyelvű irodalmi és művelődési lap melléklete volt; a 2. számtól önállósult. 1990. július–szeptember között kiadta a Szatmári Román–Magyar Egyesület Barátság című lapját, Lapka Tibor szerkesztésében; 1991 augusztusában, októberében és 1992 szeptemberében Hymnus címmel is volt melléklete.